# Mimetus brasilianus
Mimetus brasilianus är en spindelart som beskrevs av Eugen von Keyserling 1886. Mimetus brasilianus ingår i släktet Mimetus och familjen kaparspindlar. Inga underarter finns listade i Catalogue of Life.